# Комова планина
 Тази статия е за планината.  За върха в Стара планина вижте Ком.  
Комова планина или Комови (Комовете) е планина в източната част на Черна гора на границата с Албания. Името си носи по най-високите върхове - Кучки Ком (2487 m - виж кучи), Васоевички Ком (2460 m - виж Васоевичи) и Леворечки Ком (2453 m) - от Лева Река. Между първите два първенци на масива се намира снежник.
Комовете се намират между реките Лим и Тара и са окръжени от масивите на Албанските Алпи, Планиница и Беласица. Планината е богата на гори, пасища и билки.